# Миницкая
Миницкая (вепс. Mäggär’)) — деревня в Винницком сельском поселении Подпорожского района Ленинградской области.

## История
В писцовой книге Обонежской пятины 1563 года упоминается не менее семи небольших (в 1—2 двора) деревень и починков «на Мяг озере». Эти населённые пункты на момент описания входили в состав Никольского Ярославского погоста и принадлежали помещикам И. У. и Б. У. Судаковым.
После разделения России на губернии мягозерский куст был отнесён ко 2-му земскому участку 2-го стана Тихвинского уезда Новгородской губернии.
По состоянию на 1910 год Мягозеро входило в состав Пёлдушской волости и образовывало Мягозерское сельское общество. В селе имелись земская школа, библиотека уездного комитета попечительства о народной трезвости (с 1904 года), мелочная лавка и казённая винная лавка.

МИНИЦКОЕ (ПОГОСТСКОЕ) — село на земле Мягозерского общества при озере Палозеро и колодцах, число дворов — 28, число домов — 28, число жителей: 102 м. п., 110 ж. п.; Мелочная лавка, казённая винная лавка, смежно с погостом Мягозеро.
 
МИНИЦКАЯ — выселок на земле Ал. Иос. Курдалимова, число дворов — 1, число домов — 1, число жителей: 1 м. п., 1 ж. п.;  Казённая винная лавка, смежен с деревней Миницкой и погостом Мягозеро.
  
МЯГОЗЕРО — погост на церковной земле, число дворов — 2, число домов — 2, число жителей: 6 м. п., 7 ж. п.; Церковь, земская школа, смежен с деревней Миницкой. (1910 год) 

После Октябрьской революции в Мягозере вместо сельского общества был образован сельсовет.
С 1917 по 1918 год деревня входила в состав Пелдушской волости Тихвинского уезда Новгородской губернии.
С 1918 года в составе Череповецкой губернии.
С 1927 года в составе Мягозерского сельсовета Винницкого района. В 1927 году население деревни Миницкая составляло 230 человек.

Деревня Миницкая на карте 1932 года

Согласно карте Ленинградской области Северо-западного аэрогеодезического треста ГГУ издания 1932 года деревня называлась Минецкая и насчитывала 26 крестьянских дворов. В деревне находились почтовое отделение и часовня.
По данным 1933 года это было село Мининское, оно являлось административным центром Мягозерского вепсского национального сельсовета Винницкого национального вепсского района, в который входили 7 населённых пунктов: деревни Долгозеро, Евдокимово, Казачево, Озадки-Конец, Подгорье, Шляково и село Мининское, общей численностью населения 894 человека.
В период коллективизации в Мягозере было первоначально организовано три колхоза:
- «Пионер» — в составе деревни Миницкая;
- «Красная Милиция» — в составе деревень Шляково и Озадкин конец;
- «Красное Юргозеро» — в составе деревень Евдокимово, Казачево и Подгорье.

В селе Мининское были организованы колхозы: «Путь крестьянина», «Русскед Ёгерланд», «1 мая» и «Воля». После укрупнения 1950 года остался только колхоз «Путь крестьянина».
Коллективизация сопровождалась выселением вепсских семей раскулаченных и репрессированных в Сибирь на поселение.
По данным 1936 года в состав Мягозерского сельсовета с центром в селе Мининское входили 7 населённых пунктов, 184 хозяйства и 5 колхозов.

Деревня Миницкая на карте 1940 года

Согласно топографической карте РККА 1940 года Миницкая входила в куст деревень Мягозеро.
После укрупнения колхозов на рубеже 1940-х и 1950-х годов все мягозерские сельхозартели были объединены в один колхоз, который получил название «Путь к коммунизму». В 1952 году этот колхоз объединял 124 хозяйства, за ним было закреплено 4981,97 га земли (в том числе пашни — 265,61 га, сенокосов — 344,74, выгонов и пастбищ — 190, леса — 2809,54). В колхозе насчитывалось 55 лошадей, 251 голова крупного рогатого скота (в том числе 80 коров), 244 овцы, 77 свиней и 590 голов птицы. Имелись две водяные мельницы (в том числе одна — в деревне Долгозеро), суммарной мощностью 0,4 т в смену. Спустя два десятилетия был ликвидирован и этот колхоз, а его земли вошли в состав ещё более крупного сельскохозяйственного предприятия — совхоза «Озерский».
До второй половины XX века деревня представляла собой группу (куст) из шести фактически сросшихся друг с другом деревень: Миницкая, Подгорье, Озадкин конец, Казачево, Шляково и Евдокимово. Для обозначения данного куста использовался ойконим Мягозеро. Церковный приход, располагавшийся здесь, также именовался Мягозерским погостом. Эти названия происходят от озера Мягозеро, находящегося в нескольких километрах к северо-западу от деревни.
В 1961 году население деревни составляло 122 человека.
С 1963 года в составе Лодейнопольского района.
С 1965 года в составе Подпорожского района.
По данным 1966 года деревня также находилась в составе Мягозерского сельсовета.
В 1967 году сельсовет был укрупнён, а его центр перенесён в незадолго до этого возникший крупный посёлок лесозаготовителей Курба.
Деревни мягозерского куста Миницкая, Шляково, Евдокимово, Козачево и Подгорье, были объединены решением Леноблисполкома № 592 от 31 декабря 1970 года. Однако в качестве официального наименования объединённого населённого пункта было утверждено не общепринятое кустовое название, а наименование самой крупной деревни куста — Миницкая. До настоящего времени в разговорной речи местного населения используется почти исключительно название Мягозеро.
По данным 1973 и 1990 годов деревня Миницкая входила в состав Курбинского сельсовета Подпорожского района.
В 1997 году в деревне Миницкая Курбинской волости проживали 118 человек, в 2002 году — 83 человека (вепсы — 76 %).
С 1 января 2006 года, после проведения муниципальной реформы, деревня вошла в состав Винницкого сельского поселения.
В 2007 году в деревне Миницкая Винницкого СП проживали 72 человека.

## География
Деревня расположена в южной части района на автодороге 41К-715 (Курба — Миницкая).
Расстояние до административного центра поселения — 42 км. Расстояние до районного центра — 117 км.
Расстояние до ближайшей железнодорожной станции Подпорожье — 119 км.
Деревня находится на северном берегу озера Юргозеро. В центре деревни расположено озеро Палозеро, одно из двух одноимённых озёр, расположенных в Винницком сельском поселении. Из озёр берут исток безымянные правые притоки реки Нижняя Курба.

## Демография
| 2007 | 2010 | 2017 |
| ---- | ---- | ---- |
| 72   | ↘55  | ↘38  |

### Национальный состав
Согласно данным Всероссийской переписи населения 2021 года в деревне проживали 6 человек, из них:
 вепсы — 5, русские — 1 человек.

## Транспорт и связь
Через деревню проходит грунтовая дорога, идущая от Винниц через Немжу, Озёра и Курбу. С административным центром поселения Миницкая связана маршрутным автобусом (№ 421, 7 рейсов в неделю).
В деревне имеется сельское отделение почтовой связи (индекс 187774).

## Достопримечательности
- Почитаемая вепсами сосна с обрубленными ветвями[23]
- Церковь Илии Пророка, построена в 1868 году, закрыта в 1934, деревянная, недействующая, используется как клуб[24]

## Улицы
Биржевой переулок, Дачный переулок, переулок Евдокимово, переулок Казачево, Подгорная, Почтовая, Центральная.